# Paul Bernardo
Pour les articles homonymes, voir Bernardo.
Paul Kenneth Bernardo, également connu sous le nom de Paul Jason Teale (né le 27 août 1964 à Scarborough, Ontario, au Canada), est un violeur et tueur en série canadien accusé de multiples agressions sexuelles et de meurtres qu'il a commis en compagnie de sa femme Karla Homolka à Scarborough au début des années 1990. Ils furent surnommés « Ken et Barbie ».

## Biographie

### Jeunesse
La mère de Bernardo, Marilyn, a été adoptée par un avocat de Toronto et sa femme. Le père de Bernardo, Kenneth, était le fils d'une mère d'origine britannique et d'un père d'origine italienne qui abusait de sa femme et de son fils. C'est en 1960 que Marilyn épouse Kenneth. Comme son père, Kenneth Bernardo est perçu comme abusif. Marilyn, après avoir donné naissance à un petit garçon et une petite fille, renoue des liens avec un ex-petit ami. Elle est enceinte et met au monde Paul Kenneth Bernardo le 27 août 1964. Kenneth Bernardo accepte l'enfant et il est reconnu comme le père biologique de Paul.
En 1975, Kenneth Bernardo est accusé d'abus sexuel sur mineur après avoir touché une jeune fille mineure ; il a également abusé sexuellement sa propre fille. La mère de Bernardo devient dépressive à la suite des abus que lui fait subir son mari et est privée de vie familiale. Bien que ses sœurs et frères aînés soient émotionnellement et psychologiquement affectés, le jeune Paul semble rester indemne face à cette situation. Dans son ouvrage intitulé Lethal Marriage, Nick Pron décrit le jeune Bernardo : « Il était toujours content. Un jeune garçon qui souriait beaucoup. Et il était si mignon avec son physique potelé et son doux sourire que beaucoup de mamans voulaient lui pincer les joues dès qu'elles le voyaient. Il était l'enfant parfait qu'elles désiraient avoir : poli, bien élevé, bon à l'école, et si mignon dans son petit uniforme de scout »,.
À la suite d'une dispute entre ses parents, lorsque Bernardo atteint l'âge de 16 ans, sa mère lui avoue la vérité sur sa naissance. Révolté, il traite ouvertement sa mère de « putain » et de « salope ». En retour sa mère le qualifie de « bâtard ».
En mai 1987, Paul Bernardo commet son premier viol sur une jeune femme de 21 ans.

### Rencontre avec Karla
Il rencontre Karla Homolka en octobre 1987, dans un café ; lui est avec un ami et elle avec une amie. Les deux filles l'invitent, lui et son ami, dans leur chambre pour regarder la télé. À la grande surprise de son amie, Karla couche avec Bernardo dès ce soir-là, alors que l’amie de Karla et celui de Bernardo sont restés assis, terriblement gênés, à quelques mètres. Elle devient rapidement sa complice. Le 23 décembre 1990, avant leur mariage, Paul, qui reprochait à Karla de ne plus avoir été vierge lors de leur rencontre, exige qu'elle lui organise le viol de sa petite sœur Tammy, âgée de 15 ans, afin qu'il la déflore. Karla accepte et se procure des anesthésiants dans la clinique vétérinaire où elle travaille et la drogue avec de l'halcion mélangé à des boissons, puis utilise un tissu saturé d'halothane pour la rendre inconsciente. Tammy s'étouffe dans ses vomissures et meurt. Le couple n'est absolument pas soupçonné. Cela ne va que conforter Paul Bernardo dans son sentiment de toute-puissance,.
Bernardo est un lecteur assidu d'histoires de meurtres en séries. Son surnom Paul Teale est un hommage au tueur fictif Martin Thiel présenté dans le film La Loi criminelle. Bernardo reproche souvent la mort de Tammy à Karla. Voulant se faire pardonner, Karla trouve une autre fille censée remplacer sa sœur. Elle connaissait une adolescente de 15 ans, Jane, qui ressemblait beaucoup à Tammy. Jane accepte son invitation chez elle, en l’absence de Paul. Elles mangent puis passent des heures à discuter alors que Karla lui fait à nouveau boire un mélange d’alcool et d’halcion. Lorsque Karla est certaine que Jane a sombré dans l’inconscience, elle appelle Paul Bernardo, qui arrive rapidement. Ils déshabillent alors l’adolescente encore vierge. Il la viole, et il ordonne à Karla de nettoyer le sang, de laver Jane et de la mettre au lit. Le lendemain, Jane a la nausée et des douleurs, mais ne comprend pas ce qui s’est passé. Le couple la laisse rentrer chez elle.

## Historique des crimes
Le 15 juin 1991, Bernardo enlève Leslie Mahaffy, âgée de quatorze ans, qu'il viole, torture et étrangle. Son corps démembré et coulé dans des blocs de ciment fut trouvé dans le lac Gibson près de Saint Catharines en Ontario le 29 juin 1991, jour du mariage de Karla et de Bernardo. Le 30 novembre 1991, Terri Anderson, 14 ans, disparait. Le 16 avril 1992, avec l'aide de son épouse Karla Homolka, il enlève Kristen French, 15 ans, près d'une église. Bernardo abuse d'elle, la torture et l'étrangle. Le corps nu de Kristen est découvert le 30 avril 1992 dans un petit dépôt d’ordures. Les enquêteurs créent une force spéciale, la « Green Ribbon Task Force », qui va se consacrer uniquement au meurtre de Kristen French.
À la même période, les 230 tests sanguins dans l’enquête sur le violeur de Scarborough sont enfin accomplis. Seuls 5 des 230 échantillons correspondent au groupe sanguin du violeur. Paul Bernardo est l’un des cinq. Des tests supplémentaires, analysant l’ADN, sont donc demandés sur ces 5 échantillons. Mais à cette époque, le « violeur de Scarborough » ne fait plus parler de lui et l’affaire n’a plus ni l’urgence ni la gravité qu’elle avait en 1990. Les échantillons sont donc placés en bas de la pile. Peu après, une dame contacte la police pour expliquer qu’elle a été témoin d’une lutte entre un homme et une jeune femme brune, dans une voiture, là où Kristen French a été enlevée. Elle pense que le véhicule est une Chevrolet Camaro. Les enquêteurs commencent alors à rechercher tous les propriétaires de Camaro de la région.
Pendant ce temps, les enquêteurs de la Task Force suivent toutes les pistes. Ils reçoivent plusieurs appels concernant Paul Bernardo et décident de lui rendre visite. Bernardo reçoit poliment les policiers, est très accueillant et admet qu’il a été soupçonné dans l’affaire du violeur de Scarborough, mais uniquement parce qu’il lui ressemble physiquement. Les enquêteurs notent que Bernardo est très coopératif et qu’il conduit une Nissan couleur or qui ne ressemble en rien à une Camaro. Ils contactent néanmoins leurs collègues de Toronto et leur demandent les résultats de leurs enquêtes sur le « violeur de Scarborough ». Huit jours plus tard, on leur apprend que les examens supplémentaires du sang et de la salive de Bernardo n’ont pas encore été réalisés. Le 23 mai 1992, on retrouve le corps de Terri Anderson dans le lac Ontario, à Port Dalhousie. Le médecin légiste établit la cause de la mort avec beaucoup de difficulté, car le corps de Terri est resté dans l’eau pendant 6 mois.

## Arrestations, procès et détention
Le 6 janvier 1993, lors d’une terrible querelle, Paul Bernardo frappe violemment Karla avec une lampe-torche. Les blessures sont si graves qu’elle est admise d’urgence à l’hôpital général de St Catherine. Ses parents lui rendent visite et, la voyant dans cet état, la convainquent de quitter Bernardo et de porter plainte. Le lendemain, Paul Bernardo est arrêté par la police, inculpé de coups et blessures, et relâché. Karla le quitte.
En février 1993, le laboratoire criminel de Toronto analyse enfin l’échantillon de sang de Paul Bernardo. Les tests concluent qu’il est bien le « violeur de Scarborough ». Les enquêteurs placent Bernardo sous surveillance. Ils apprennent rapidement qu’il a été inculpé pour coups et blessures sur son épouse, Karla. La police de Toronto et la Task Force veulent donc interroger Karla. Ils veulent également prendre ses empreintes digitales et l’interroger sur une montre Mickey en sa possession, qui ressemble étrangement à celle que Kristen French portait lorsqu’elle a été enlevée. Des policiers de Toronto interrogent Karla durant cinq heures, mais elle n’admet rien face aux enquêteurs.
Le 17 février 1993, Paul Bernardo est arrêté puis inculpé de 43 viols et agressions sexuelles. Il vient de changer de nom, demande qu’il a fait des mois auparavant, par convenance personnelle. Il s’appelle à présent Paul Teale. En échange d'un accord avec le procureur (plea bargain en droit anglo-saxon) qui déclenche une vive controverse, Karla est condamnée à seulement douze années de prison. En 1994, Bernardo et Karla sont officiellement divorcés.
En 1995, a lieu le procès de Bernardo au cours duquel sont présentées des vidéos des viols qu'il a commis avec la complicité de Karla Homolka. Pendant le procès, Bernardo affirme que les meurtres étaient accidentels, puis qu'Homolka les a commis. Le 1er septembre, Bernardo est condamné à la prison à perpétuité et déclaré criminel dangereux (« dangerous offender »). Dans le système judiciaire canadien, cela veut dire qu'il devra purger un minimum de 25 ans avant d'avoir la possibilité de demander une libération conditionnelle, qui n'est pas automatiquement accordée. Cette libération lui a été refusée en 2018, 2021 et 2024
Bernardo commit aussi plusieurs viols dans la région de Scarborough, toujours en Ontario. Il est soupçonné d'autres meurtres, y compris d'une connaissance, Elizabeth Bain, pour lequel Robert Baltovich fut condamné.
L'histoire de Paul Bernardo a été racontée de façon romancée dans le film canadien Perverse Karla sorti en 2006.

## Controverses sur le transfert carcéral et l'accès aux informations correctionnelles

### Transfert carcéral
Le 20 juillet 2023, Anne Kelly, commissaire du Service correctionnel du Canada (SCC), a publié une déclaration concernant le transfert de Paul Bernardo de l’Établissement de Millhaven, un centre à sécurité maximale, à l’établissement de La Macaza, un centre à sécurité moyenne, le 29 mai 2023 . Ce transfert, confirmé comme « fondé » et conforme aux lois et politiques en vigueur selon un examen approfondi, a suscité une importante controverse et des réactions virulentes au Canada, et a mené à des critiques de la part du ministre de la Sécurité publique, Marco Mendicino.
Le rapport du SCC, long de 85 pages, a révélé que Bernardo répondait aux critères de transferts vers un établissement de moindre sécurité à 14 reprises entre 1999 et 2022, mais que ces transferts avaient été « annulés » en raison de son statut de détenu à haut profil et de sa difficulté à s’intégrer en milieu carcéral de sécurité maximale .
Mme Kelly a reconnu que ce transfert a suscité une « forte émotion » chez les Canadiens, qui « cherchaient des réponses ». Le rapport a également conclu que, bien que la décision n’ait violé aucune politique, elle aurait pu être annoncée aux victimes avec davantage de compassion et de considération.

### Accès aux informations correctionnelles
En avril 2024, la Cour suprême du Canada a refusé d’entendre les arguments des familles de Leslie Mahaffy et Kristen French qui réclamaient la publication de documents correctionnels et de libération conditionnelle concernant Paul Bernardo . Cette décision met fin à une longue bataille juridique menée par les proches des victimes, lesquels espéraient accéder à des informations confidentielles ayant servi à évaluer les possibilités de libération conditionnelle de Bernardo . En juillet 2023, la Cour d’appel fédérale avait déjà rejeté la demande, jugeant que la divulgation de ces documents empiéterait de façon excessive sur la vie privée des prisonniers . Bien que le transfert de Bernardo dans une prison à sécurité moyenne ait suscité l’indignation, le Service correctionnel du Canada a soutenu que les procédures avaient été respectées, tout en admettant que les familles auraient dû être mieux informées .